# (9738) 1987 DF6
(9738) 1987 DF6 là một tiểu hành tinh vành đai chính. Nó được phát hiện bởi Henri Debehogne ở Đài thiên văn La Silla ở Chile ngày 23 tháng 2 năm 1987.